# Moisés Muñoz
Moisés Alberto Muñoz Rodríguez (Aguililla, Michoacán; 1 de febrero de 1980) es un exfutbolista mexicano que jugaba en la posición de portero. Actualmente es analista de fútbol en el canal TUDN.

## Trayectoria

### Monarcas Morelia
Debutó en el máximo circuito el domingo 19 de septiembre de 1999 en una derrota de 4-2 de su equipo, Monarcas Morelia, frente al Pachuca en el Estadio Hidalgo.
En el torneo Invierno 2000, a pesar de ser relevo del entonces arquero titular Ángel Comizzo, Muñoz logró su primer título de liga con Morelia contra el Toluca y llegó a dos finales de liga consecutivas en los siguientes dos años. Con el Morelia disputó 282 partidos y recibió 372 goles.

### Club de Fútbol Atlante
Fue transferido en el Draft 2010 al Atlante, a cambio del también arquero Federico Vilar. Tuvo un paso bueno como arquero atlantista, cubriendo la salida de Vilar que era un icono del club.

### Club América

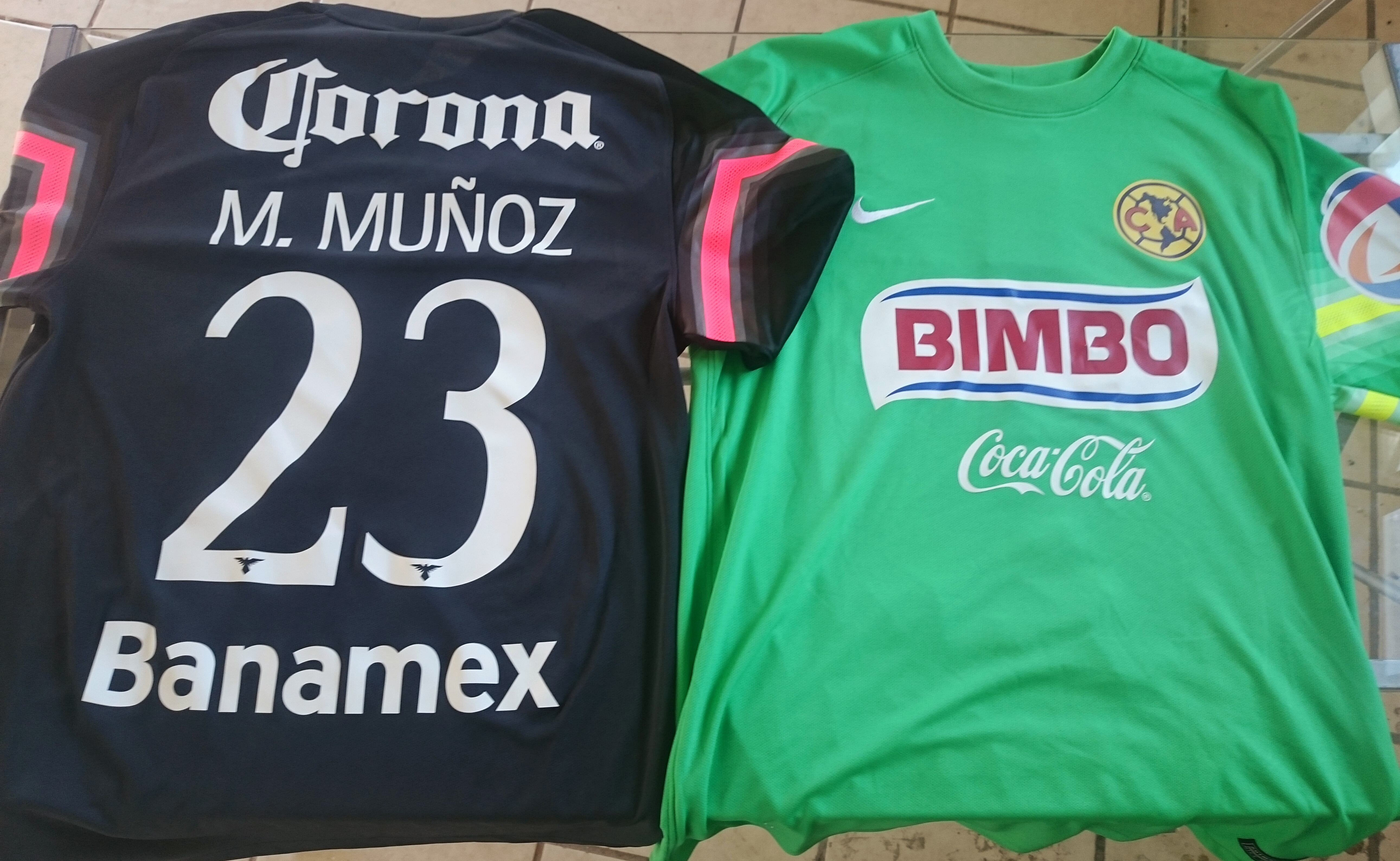
Réplicas de los uniformes de portero usados por Moisés Muñoz en el América durante el Apertura 2014 - Clausura 2015.

En diciembre de 2011 Moisés Muñoz firmó por el Club América a petición del Director Técnico Miguel "El Piojo" Herrera, quien ya lo había dirigido en el Atlante durante el Clausura 2012. Sería en el Clausura 2013 en el que lograría su segundo título en su carrera, esta vez con las Águilas en una final cerrada ante Cruz Azul, donde anotó el gol del empate global de cabeza en el minuto 93 para alargar el partido a tiempos extras, además de atajar un par de penales a los cementeros en la tanda de definición.
Logró su segundo campeonato con el América y tercero en su cuenta personal en el Apertura 2014. Además de ser líderes generales del torneo, las Águilas vencieron en la final por el título a los Tigres de la UANL.

### Chiapas Fútbol Club
Luego de anunciar su salida de América a través de su cuenta de Youtube y al no entrar en más planes de Ricardo La Volpe, se confirma su fichaje al Chiapas Fútbol Club en calidad de Préstamo por 1 año sin opción a compra.

### Club Puebla
Al descender con Chiapas Fútbol Club, en el draft del Apertura 2017, el Club Puebla lo adquiere en calidad de Préstamo por 1 año con opción a compra.

## Selección nacional
El 27 de octubre de 2004 debuta con la selección mayor ante la selección de Ecuador. El 12 de mayo de 2005 fue convocado por el técnico Ricardo La Volpe para la Copa FIFA Confederaciones 2005, quedando como tercer portero. Para abril de 2006 quedó en la lista preliminar de 30 jugadores para el Mundial 2006. Sin embargo, el 12 de mayo de 2006 quedó fuera de la lista final, llevándose a los porteros:
Oswaldo Sánchez (Guadalajara), Guillermo Ochoa (América) y José de Jesús Corona (Tecos).
El 12 de noviembre de 2008 regresa a la selección tras dos años de no ser convocado. En esta ocasión fue llamado por el técnico Sven-Göran Eriksson para el amistoso contra Ecuador, pero no tuvo minutos de juego. El 13 de junio de 2013 regresa a la Selección tras 5 años sin ser convocado. El técnico que lo llamó en esta ocasión fue José Manuel de la Torre para jugar la Copa Oro 2013, quedando como tercer portero detrás de Jonathan Orozco (Monterrey) y Alfredo Talavera (Toluca). Sin embargo, esta vez sí pudo disputar un encuentro.
El 18 de mayo de 2014 estuvo en la lista preliminar de la Selección Mexicana de 30 jugadores para el Mundial 2014, aunque nuevamente quedó fuera de la lista final de 23 jugadores. "El Piojo" Herrera lo llevó a la Copa Oro 2015 y, sin tener minutos de juego, fue campeón del torneo. "El Tuca" Ferretti también lo convocó y jugó contra Argentina.

### Participaciones en fases finales
| Torneo                       | Categoría | Sede                    | Resultado        | Partidos |
| ---------------------------- | --------- | ----------------------- | ---------------- | -------- |
| Copa América de 2004         | Absoluta  | Perú                    | Cuartos de final | 0        |
| Copa Confederaciones de 2005 | Absoluta  | Alemania                | Cuarto lugar     | 0        |
| Copa de Oro de 2005          | Absoluta  | Estados Unidos          | Cuartos de final | 3        |
| Copa de Oro de 2013          | Absoluta  | Estados Unidos          | Tercer lugar     | 0        |
| Copa de Oro de 2015          | Absoluta  | Estados Unidos y Canadá | Campeón          | 0        |
| Copa de Oro de 2017          | Absoluta  | Estados Unidos          | Tercer lugar     | 1        |

## Estadísticas

### Clubes
| C. A. Monarcas Morelia · México |               |               |     |    |    |    |    |     |     |   |
| 1ª                              |               |               |     |    |    |    |    |     |     |   |
| 1999-00                         | 1             | 0             | —   | —  | —  | —  | 1  | 0   |     |   |
| 2000-01                         | 0             | 0             | —   | —  | —  | —  | 0  | 0   |     |   |
| 2001-02                         | 3             | 0             | 0   | 0  | 5  | 0  | 8  | 0   |     |   |
| 2002-03                         | 37            | 0             | 1   | 0  | 6  | 0  | 44 | 0   |     |   |
| 2003-04                         | 31            | 0             | 4   | 0  | —  | —  | 35 | 0   |     |   |
| 2004-05                         | 35            | 0             | —   | —  | —  | —  | 35 | 0   |     |   |
| 2005-06                         | 34            | 0             | 3   | 0  | —  | —  | 37 | 0   |     |   |
| 2006-07                         | 29            | 0             | 3   | 0  | —  | —  | 32 | 0   |     |   |
| 2007-08                         | 33            | 0             | 3   | 0  | 3  | 0  | 39 | 0   |     |   |
| 2008-09                         | 34            | 0             | 4   | 0  | —  | —  | 38 | 0   |     |   |
| 2009-10                         | 41            | 0             | —   | —  | 5  | 0  | 46 | 0   |     |   |
| Total club                      | Total club    | 278           | 0   | 18 | 0  | 19 | 0  | 315 | 0   |   |
| C. F. Atlante · México          |               |               |     |    |    |    |    |     |     |   |
| 1ª                              |               |               |     |    |    |    |    |     |     |   |
| 2010-11                         | 36            | 0             | —   | —  | —  | —  | 36 | 0   |     |   |
| 2011                            | 17            | 0             | —   | —  | —  | —  | 17 | 0   |     |   |
| Total club                      | Total club    | 53            | 0   | —  | —  | —  | —  | 53  | 0   |   |
| C. América · México             |               |               |     |    |    |    |    |     |     |   |
| 1ª                              | 2012          | 21            | 0   | —  | —  | —  | —  | 21  | 0   |   |
| 1ª                              | 2012-13       | 30            | 1   | 0  | 0  | —  | —  | 30  | 1   |   |
| 1ª                              | 2013-14       | 38            | 0   | —  | —  | 1  | 0  | 39  | 0   |   |
| 1ª                              | 2014-15       | 38            | 0   | —  | —  | 6  | 0  | 44  | 0   |   |
| 1ª                              | 2015-16       | 28            | 0   | —  | —  | 3  | 0  | 31  | 0   |   |
| 1ª                              | 2016          | 21            | 0   | 0  | 0  | 3  | 0  | 24  | 0   |   |
| Total club                      | Total club    | 176           | 1   | 0  | 0  | 13 | 0  | 189 | 1   |   |
| Chiapas F. C. · México          |               |               |     |    |    |    |    |     |     |   |
| 1ª                              | 2017          | 17            | 0   | —  | —  | —  | —  | 17  | 0   |   |
| Total club                      | Total club    | 17            | 0   | —  | —  | —  | —  | 17  | 0   |   |
| C. Puebla · México              |               |               |     |    |    |    |    |     |     |   |
| 1ª                              | 2017-18       | 28            | 0   | 0  | 0  | —  | —  | 28  | 0   |   |
| Total club                      | Total club    | 28            | 0   | 0  | 0  | —  | —  | 28  | 0   |   |
| Total carrera                   | Total carrera | Total carrera | 552 | 1  | 18 | 0  | 32 | 0   | 602 | 1 |
| 1. 2. 3.                        |               |               |     |    |    |    |    |     |     |   |

### Selección de México
| Absoluta · México |       |   |   |   |   |   |   |   |    |    |   |
| 2004              | 2     | 0 | 0 | 0 | — | — | 2 | 0 | 4  | 0  |   |
| 2005              | 0     | 0 | 3 | 0 | 0 | 0 | 1 | 0 | 4  | 0  |   |
| 2013              | 2     | 0 | 0 | 0 | — | — | — | — | 2  | 0  |   |
| 2014              | —     | — | — | — | — | — | 2 | 0 | 2  | 0  |   |
| 2015              | 1     | 0 | 1 | 0 | — | — | 1 | 0 | 3  | 0  |   |
| 2016              | —     | — | — | — | — | — | 1 | 0 | 1  | 0  |   |
| 2017              | —     | — | 1 | 0 | — | — | 1 | 0 | 2  | 0  |   |
| Total             | 5     | 0 | 5 | 0 | 0 | 0 | 8 | 0 | 18 | 0  |   |
| Total             | Total | 5 | 0 | 5 | 0 | 0 | 0 | 8 | 0  | 18 | 0 |
| 1. 2.             |       |   |   |   |   |   |   |   |    |    |   |

#### Partidos internacionales
Moisés Muñoz disputó un total de 18 encuentros con la selección de fútbol de México entre los años 2004 y 2017, de estos, 10 fueron en competición oficial y 8 fueron de carácter amistoso. Recibió un total de 12 goles, logró mantener su portería a cero en 11 ocasiones (9 en partidos completos) y atajó un penal ante Nueva Zelanda.
| 1  | 27 de octubre de 2004   | East Rutherford  | Ecuador                | 2-1 | Amistoso                                   |
| 2  | 10 de noviembre de 2004 | San Antonio      | Guatemala              | 2-0 | Amistoso                                   |
| 3  | 13 de noviembre de 2004 | Miami            | San Cristóbal y Nieves | 0-5 | Clasificación para la Copa Mundial de 2006 |
| 4  | 17 de noviembre de 2004 | Monterrey        | San Cristóbal y Nieves | 8-0 | Clasificación para la Copa Mundial de 2006 |
| 5  | 23 de febrero de 2005   | Culiacán         | Colombia               | 1-1 | Amistoso                                   |
| 6  | 10 de julio de 2005     | Los Ángeles      | Guatemala              | 4-0 | Copa de Oro de 2005                        |
| 7  | 13 de julio de 2005     | Houston          | Jamaica                | 1-0 | Copa de Oro de 2005                        |
| 8  | 17 de julio de 2005     | Houston          | Colombia               | 1-2 | Copa de Oro de 2005                        |
| —  | 14 de julio de 2013     | Denver           | Martinica              | 1-3 | Copa de Oro de 2013                        |
| —  | 30 de octubre de 2013   | San Diego        | Finlandia              | 4-2 | Amistoso                                   |
| 9  | 13 de noviembre de 2013 | Ciudad de México | Nueva Zelanda          | 5-1 | Clasificación para la Copa Mundial de 2014 |
| 10 | 20 de noviembre de 2013 | Wellington       | Nueva Zelanda          | 2-4 | Clasificación para la Copa Mundial de 2014 |
| 11 | 2 de abril de 2014      | Glendale         | Estados Unidos         | 2-2 | Amistoso                                   |
| 12 | 9 de septiembre de 2014 | Commerce City    | Bolivia                | 0-1 | Amistoso                                   |
| 13 | 8 de septiembre de 2015 | Arlington        | Argentina              | 2-2 | Amistoso                                   |
| 14 | 10 de octubre de 2015   | Pasadena         | Estados Unidos         | 3-2 | Copa Concacaf de 2015                      |
| 15 | 13 de noviembre de 2015 | Ciudad de México | El Salvador            | 3-0 | Clasificación para la Copa Mundial de 2018 |
| 16 | 11 de octubre de 2016   | Bridgeview       | Panamá                 | 1-0 | Amistoso                                   |
| 17 | 28 de julio de 2017     | Houston          | Ghana                  | 1-0 | Amistoso                                   |
| 18 | 13 de julio de 2017     | Denver           | Jamaica                | 0-0 | Copa de Oro de 2017                        |

## Vida privada

### Accidente Automovilístico
El 3 de junio de 2012 Muñoz conducía su automóvil en la carretera que conecta la Ciudad de México con Morelia cuando perdió el control de su vehículo, quedando completamente volcado. El portero se dirigía a la Ciudad de México para incorporarse con su club, alrededor de las 7:00 p. m. con su esposa Verónica Castro Alfaro (31 años), y junto con sus dos hijos: Diego Moisés (8 años) y Sofía (3 años). Todos ellos fueron trasladados al Hospital Ángeles del Pedregal por helicóptero. «Al querer tomar unos chicles que venían en la bolsa de mi esposa, por no despertar a nadie, perdí el control y cuando quise reaccionar ya no pude controlar la camioneta», explica Muñoz. De acuerdo con informes de la Cruz Roja Mexicana, Muñoz sufrió una lesión cerebral traumática, pero estaba "estable y consciente".

## Palmarés

### Títulos nacionales
| Título           | Club             | País   | Año  |
| ---------------- | ---------------- | ------ | ---- |
| Primera División | Monarcas Morelia | México | 2000 |
| Primera División | C. América       | México | 2013 |
| Primera División | C. América       | México | 2014 |

### Títulos internacionales
| Título            | Club (*)   | País           | Año  |
| ----------------- | ---------- | -------------- | ---- |
| Liga de Campeones | C. América | Montreal       | 2015 |
| Copa de Oro       | México     | Estados Unidos | 2015 |
| Copa Concacaf     | México     | Estados Unidos | 2015 |
| Liga de Campeones | C. América | México         | 2016 |

(*) Incluyendo la Selección